# Usia aeneoides
Usia aeneoides är en tvåvingeart som beskrevs av Paramonov 1950. Usia aeneoides ingår i släktet Usia och familjen svävflugor. Inga underarter finns listade i Catalogue of Life.